# 夏鲁奇
夏鲁奇（882年—930年），字邦杰，唐末五代初期青州益都县人（今属山东青州市人），為後唐武將，莊宗賜名李紹奇，曾俘獲王鐵槍，講古中稱之為夏金槍。

## 生平
夏鲁奇早年在后梁的宣武军中当军校，因为与主将不和，投奔后唐莊宗李存勗，被任命为护卫指挥使。曾跟随周德威攻打幽州。夏鲁奇与幽州骁将单廷珪、元行钦对战，难分胜负，引得双方将士都放下兵器观看。
在攻克幽州战中，夏鲁奇立功最多。后唐莊宗率骑兵千余人深入后梁洹水侦查，守将刘鄩在魏县西南葭芦中设下埋伏万余人，重重包围莊宗。四面喊杀声大起，夏鲁奇与王门关、乌德儿等将领奋勇决战，从早上到傍晚，一直坚持到李存审率兵赶到突围。夏鲁奇持枪携剑，独自捍卫庄宗，杀死百余人。乌德儿等被擒，夏鲁奇浑身受伤。从此庄宗更看重夏鲁奇，賜姓名為李紹奇，任命他為磁州刺史。
中都之战，后梁军大败，夏鲁奇从中认出后梁猛将王彦章，单人独骑追至并用枪顶住他的脖子。王彦章回头说道：“尔非余故人乎？”夏魯奇將他生擒，献于庄宗。庄宗赞叹不已，赏赐絹千匹。后梁平定后，夏鲁奇历任鄭州防禦使、河阳节度使、同平章事。
庄宗听信伶人诬陷，杀河中节度使尚书令李继麟（朱友謙），派夏鲁奇去河中把李继麟一家滅族。李继麟妻张氏率族人百餘口受刑时，故意向夏鲁奇出示免死的铁券说：“这是皇帝去年所赐，我是妇人，不识字，不知说的是什么。”夏鲁奇受此諷刺，感到惭愧。
鄴都之變爆發，庄宗死于內亂的興教門之變後，明宗李嗣源登基，夏鲁奇恢復本名。
夏鲁奇性情忠义，尤其精通管理之道，按抚民众有方。当他调到许田之时，孟州的老百姓连续五天挡住车子去路，请求他请留下，后来明宗命令中使下诏书，夏鲁奇才得以离开。
明宗讨伐荆南，夏鲁奇任副招讨使出镇遂州，到任之后，训练甲兵，准备攻蜀。西川节度使孟知祥、东川节度使董璋本已不顺朝廷，得知后决定先攻夏鲁奇，任命李仁罕為行營都部署，漢州刺史趙廷隱為副，簡州刺史張知業為先鋒指揮使，率大軍三萬攻打遂州。10月，李仁罕包圍遂州，夏魯奇登城固守，孟知祥再派都押衙高敬柔率資州民兵二萬人築長城困住遂州。夏魯奇命馬軍都指揮使康文通出戰，康文通見西川兵勢大，出城後即以其眾降於李仁罕。夏魯奇向朝廷求援，李嗣源命天雄軍節度使石敬瑭率兵來救，但孟知祥的大將李肇屯兵於劍門關，石敬塘無法前進。931年1月，李仁罕攻克遂州，夏魯奇自刎而死，時年49歲，孟知祥將其厚葬，李嗣源聞訊，慟哭不已，下令厚給其家，追贈其為太師、齊國公。

## 后世影响
夏鲁奇的事迹被后人神化，在后世的戏曲、鼓词、评书、小说等艺术形式中，夏鲁奇先为将领，后来隐遁，成为半人半神的“金枪老祖”，善于枪术，是高行周、杨衮等后周，北宋大将的授业恩师。